# Dmytro Korieniew
Dmytro Witalijowycz Korieniew, ukr. Дмитро Віталійович Корєнєв, ros. Дмитрий Витальевич Коренев, Dmitrij Witaljewicz Korieniew (ur. 7 października 1970) – ukraiński piłkarz, grający na pozycji napastnika, a wcześniej pomocnika.

## Kariera piłkarska

### Kariera klubowa
W 1991 rozpoczął karierę piłkarską w klubie Dynamo Biała Cerkiew, który został w następnym roku reorganizowany na Roś Biała Cerkiew. Latem 1993 został piłkarzem FK Boryspol, który w następnym sezonie po fuzji z wojskowym klubem otrzymał nazwę CSKA-Borysfen Kijów. Wiosną 1995 wypożyczony do Nywy Winnica, a latem 1995 przeszedł do Worskły Połtawa. Latem 1997 został zaproszony do Polihraftechniki Oleksandria. Latem 1998 powrócił do CSKA Kijów. W 2001 zakończył karierę piłkarską w drużynie Wołyń Łuck.

## Sukcesy i odznaczenia

### Sukcesy klubowe
- brązowy medalista Mistrzostw Ukrainy: 1997